# Pomnik partyzantów oddziału GL im. Mordechaja Anielewicza w Warszawie
Pomnik partyzantów oddziału GL im. Mordechaja Anielewicza w Warszawie – monument znajdujący się na cmentarzu żydowskim przy ulicy Okopowej w Warszawie, upamiętniający powstańców getta warszawskiego wydanych Niemcom i rozstrzelanych w Krawcowiźnie.

## Opis
Skromny pomnik znajduje się w alei głównej cmentarza (kwatera 31, rząd 3, grób 5). Składa się z głazu z tablicą pamiątkową oraz trzech rzędów po cztery tabliczki z czerwonego piaskowca. Na tabliczkach znajdują się imiona i nazwiska lub pseudonimy zabitych: Adek Jankielewicz, Szmulek Juszkiewicz, Joel Junghajer, Józef Papier, Tola Rabinowicz, Michał Rozenfeld, Janek Szwarcfus, Chaim ps. Cyrenaika, NN ps. Edek, NN ps. Rachelka, NN ps. Rutka, NN ps. Stefan.
Pomnik stoi na grobie dwanaściorga żydowskich bojowców, którzy wydostawszy się z miasta po upadku powstania schronili się w lasach w okolicach Wyszkowa. Tam weszli w skład drużyny Adama Szwarcfusa ps. „Janek” należącej do oddziału Gwardii Ludowej im. Mordechaja Anielewicza. W sierpniu 1943 zniszczyli pod Urlami niemiecki transport kolejowy. Po udanej akcji wycofali się do Krawcowizny, gdzie zostali okrążeni przez oddział niemiecki sprowadzony przez miejscowego leśniczego. Z obławy uratowała się tylko dwójka partyzantów. Leśniczy został po wojnie skazany na karę śmierci.